# Тръбни инсталации
Тръбните инсталации представляват системата от тръби, сифони, фитинги, кранове, клапани, и вентили, които пренасят и контролират движението на течности, газове и др.
Най-разпространени са инсталациите за разпределението на питейна вода, отопление и отстраняване на водни отпадъци. Към тази група се отнасят също понятията водоснабдяване и канализация и водопроводна инсталация, въпреки че те не изчерпват пълния спектър от тръбни инсталации.
Тръбните инсталации могат да бъдат от различни материали в зависимост от предназначението си. За канализация най-често са използвани ПВЦ (PVC) тръби и фитинги. При външните водопроводни инсталации се използват масово полиетиленови (PE) тръби и фитинги, докато при вътрешните водопроводни инсталации предпочитани материали са полипропиленови (PPR) тръби и фитинги или поцинковани такива.
Отоплителните инсталации могат да включват медни тръби и фитинги, полипропиленови, поцинковани и др.
При тръбните инсталации с високо налягане, като при басейни и някои по-малки индустриални инсталации се използва разновидност на PE материала, предназначен да издържа на по-високо налягане – HDPE.
Освен по материала, от който са направени, тръбните инсталации се различават и по своя размер.